# Grande Queue-fourchue
Cerura vinula
Espèce
La Grande Queue-fourchue, Queue-fourchue, Vinule ou Grande harpie (Cerura vinula) est une espèce de lépidoptères (papillons) de la famille des Notodontidae.
- Répartition : paléarctique.
- Envergure du mâle : 25 à 32 mm.
- Période de vol : d’avril à août en fonction de l’altitude, une génération.
- Habitat : le plus souvent au bord des cours d’eau et dans les lieux humides.
- Plantes hôtes : Salix, Populus, Betula, Fraxinus.

La coloration disruptive de la chenille fait évoquer deux feuilles. Elle dispose en plus de moyens de défense contre les prédateurs. Quand elle est inquiétée elle adopte une parade d'intimidation qui consiste à gonfler l'avant de son corps et le transformer en un masque d'un rouge agressif (correspondant à un anneau écarlate autour de sa capsule céphalique et orné dans sa partie supérieure de deux taches noires simulant deux yeux noirs). Si la ruse échoue, la chenille redresse le derrière, et la fourche caudale (issue de la transformation des pattes anales, cet organe donne le nom vernaculaire à l'espèce) laisse plus ou moins saillir deux filaments rouges rétractiles qui émettent une odeur repoussante. Enfin, elle peut repousser son prédateur en projetant sur lui de l'acide produit par une glande située sous le prothorax.

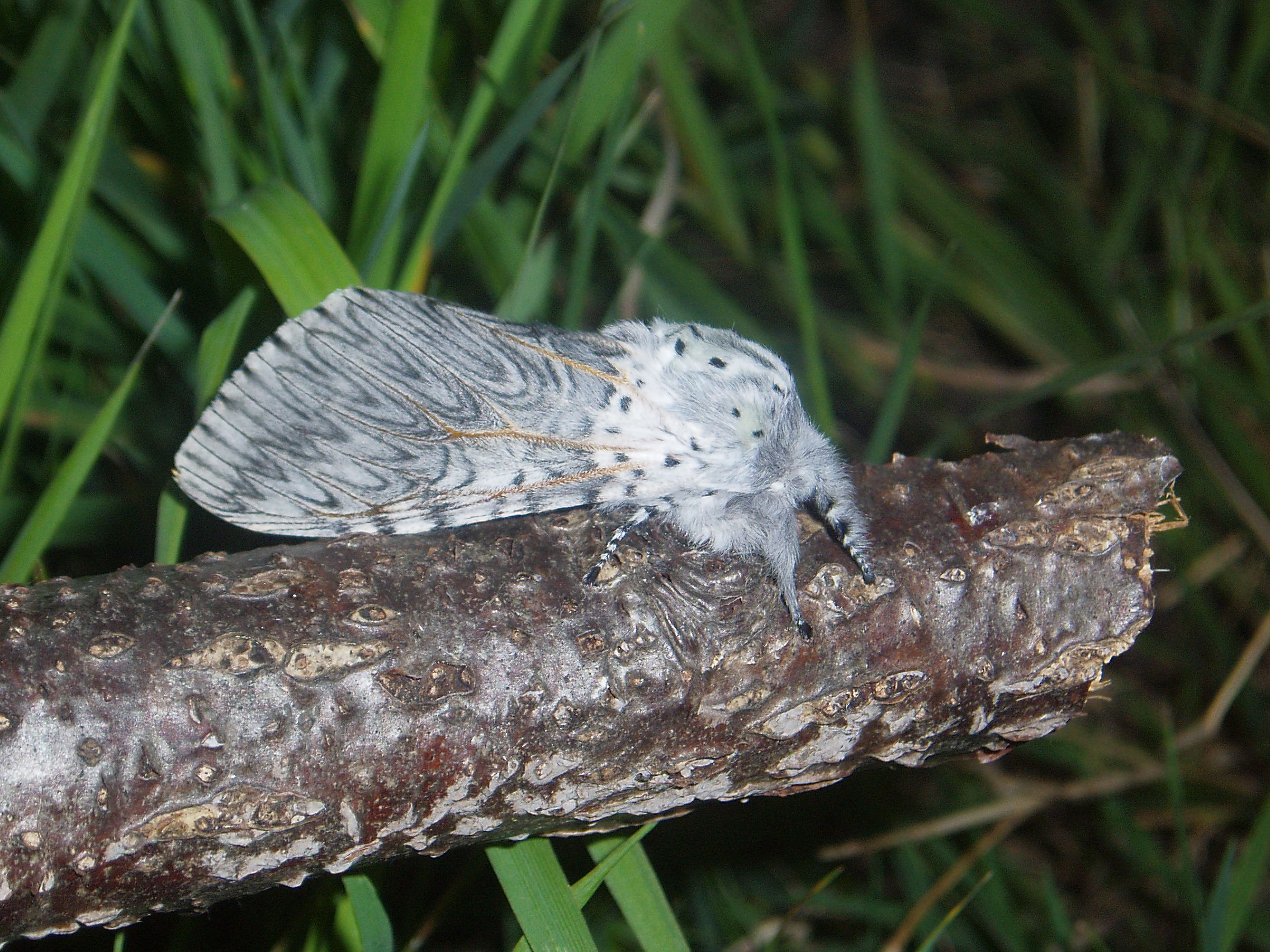
Cerura vinula
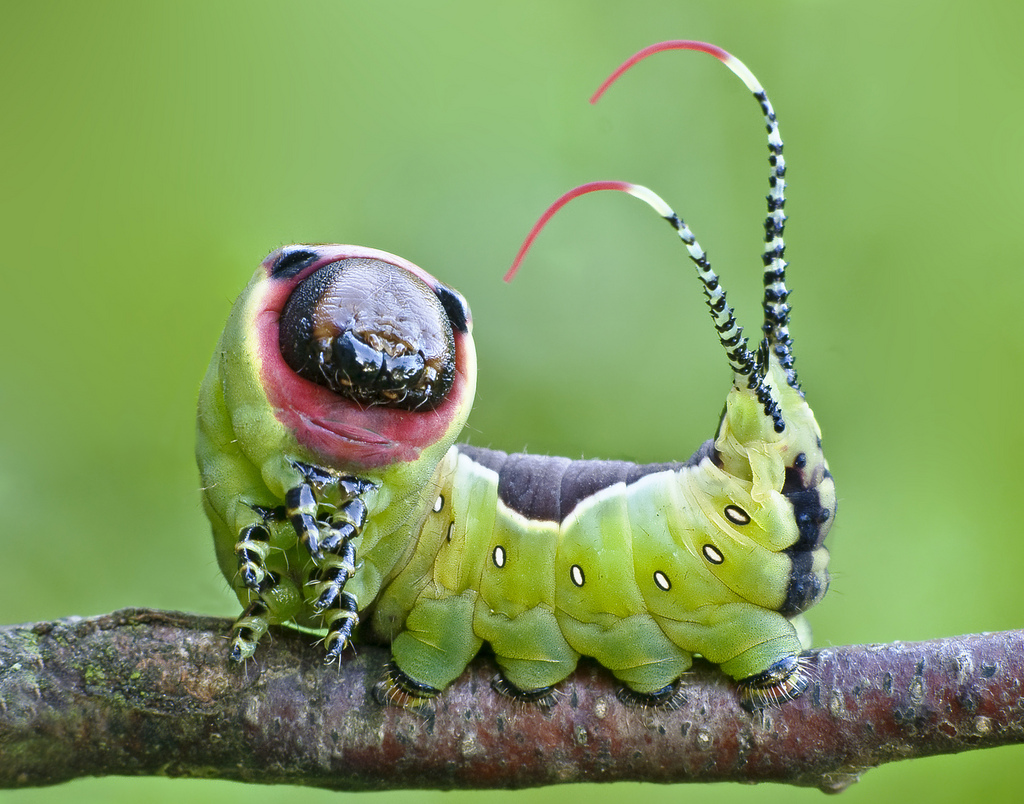
Chenille de Cerura vinula
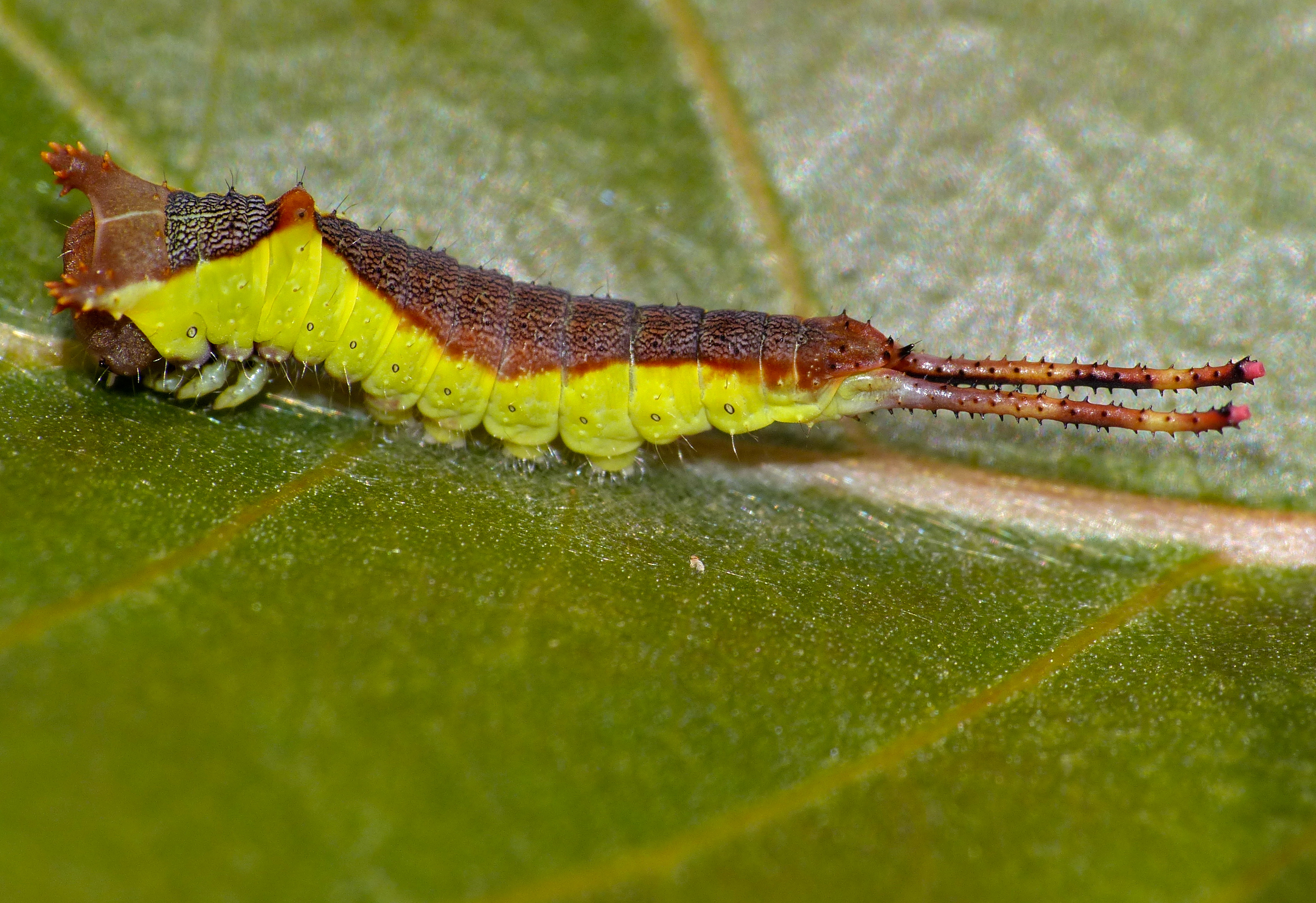
Chenille vue de dessus